# 丹佛 (愛荷華州)
丹佛（英語：Denver）是一個位於美國愛荷華州布雷默縣的城市。

## 地理
丹佛的座標為42°40′19″N 92°20′01″W / 42.67194°N 92.33361°W，而該地的平均海拔高度為289米（即948英尺）。

## 人口
根據2010年美國人口普查的數據，丹佛的面積為4.27平方千米，當中陸地面積為4.25平方千米，而水域面積為0.02平方千米。當地共有人口180人，而人口密度為每平方千米42人。